# Lenax mirandus
Lenax mirandus es una especie de coleóptero de la familia Monotomidae.

## Distribución geográfica
Habita en Nueva Zelanda.